# Annie Parisse
Annie Parisse, pseudonimo di Anne Marie Cancelmi (Anchorage, 31 luglio 1975), è un'attrice statunitense.

## Biografia
Annie Parisse nacque ad Anchorage, Alaska, da Louis G. "Lou" Cancelmi e Annette, e crebbe a Mercer Island, Washington, dove frequentò la Mercer Island High School, la stessa che frequentò Stanley Ann Dunham, ovvero la madre di Barack Obama. Ha due fratelli, Louis Cancelmi e Michael Cancelmi. Frequentò poi la Fordham University, e prese parte a numerose produzioni teatrali Medea ed Antigone. Annie Parisse è la sorella dell'attore Louis Cancelmi, che fu sposato con Elisabeth Waterston, anche lei attrice e figlia di Sam Waterston (Law & Order - I due volti della giustizia). È sposata con l'attore Paul Sparks, da cui ha avuto un figlio nato nell'ottobre 2009.

### Carriera
Il ruolo che sicuramente rese l'attrice famosa fu quello di Julia Snyder in Così gira il mondo mantenuto dal 1998 al 2002. Fu candidata per il Daytime Emmy Award come Migliore giovane attrice in una serie televisiva drammatica nel 2001. Recitò poi in serie televisive come Squadra emergenza, Friends, Law & Order - I due volti della giustizia, Rubicon, Person of Interest e The Following. Ottenne poi la parte di Jeannie Ashcroft in Come farsi lasciare in 10 giorni, a cui seguirono poi un piccolo ruolo nel film d'azione Il mistero dei Templari e un ruolo secondario nel film Quel mostro di suocera.

## Filmografia

### Cinema
- On the Q.T., regia di Yale Strom (1999)
- Come farsi lasciare in 10 giorni (How to Lose a Guy in 10 Days), regia di Donald Petrie (2003)
- Il mistero dei Templari (National Treasure), regia di Jon Turteltaub (2004)
- Pagans, regia di Jamie Yerkes (2004)
- Quel mostro di suocera (Monster-in-Law), regia di Robert Luketic (2005)
- Prime, regia di Ben Younger (2005)
- Blackbird, regia di Adam Rapp (2007)
- Disastro a Hollywood (What Just Happened), regia di Barry Levinson (2008)
- Woman in Burka, regia di Jonathan Lisecki (2008) - corto
- Certamente, forse (Definitely, Maybe), regia di Adam Brooks (2008)
- Bubble-Rama, regia di K. Smith (2008) - corto
- Tickling Leo, regia di Jeremy Davidson (2009)
- First Person Singular, regia di Sam Neave (2009)
- My Own Love Song, regia di Olivier Dahan (2010)
- The Tested, regia di Russell Costanzo (2010)
- Price Check, regia di Michael Walker (2012)
- One for the Money, regia di Julie Anne Robinson (2012)
- Wallace, regia di Ian McCulloch (2014) - corto
- Wild Canaries, regia di Lawrence Michael Levine (2014)
- Mai così vicini (And So It Goes), regia di Rob Reiner (2014)
- Anesthesia, regia di Tim Blake Nelson (2015)

### Televisione
- Così gira il mondo (As the World Turns) - serie TV, 5 episodi (1999-2002)
- Big Apple - serie TV, episodio 1x01 (2001)
- Squadra emergenza (Third Watch) - serie TV, 2 episodi (2002)
- Law & Order - I due volti della giustizia (Law & Order) - serie TV, 33 episodi (2002-2006)
- Friends - serie TV, episodio 10x09 (2004)
- NYPD 2069, regia di Gregory Hoblit - film TV (2004)
- Beverly Hills S.U.V., regia di James Burrows - film TV (2004)
- Fringe - serie TV, episodio 2x11 (2010)
- The Pacific - serie TV, 2 episodi (2010)
- The Big C - serie TV, episodio 1x03 (2010)
- Rubicon - serie TV, 7 episodi (2010)
- Unforgettable - serie TV, 2 episodi (2011)
- Person of Interest - serie TV, 8 episodi (2011-2016)
- The Following - serie TV, 14 episodi (2013)
- House of Cards - Gli intrighi del potere (House of Cards) - serie TV, episodio 3x12 (2015)
- Vinyl - serie TV, 8 episodi (2016)
- Compagni di università (Friends from College) - serie TV, 9 episodi (2017-2018)
- Paterno, regia di Barry Levinson - film TV (2018)
- The Looming Tower - serie TV, 8 episodi (2018)
- The First - serie TV (2018)
- Mrs. America – miniserie TV (2020)

## Riconoscimenti
- Premio Emmy
  - 2001 – Candidatura al Daytime Emmy Awards per Così gira il mondo

## Doppiatrici italiane
Nelle versioni in italiano delle opere in cui ha recitato, Annie Parisse è stata doppiata da:
- Claudia Catani in Law & Order - I due volti della giustizia, Person of Interest
- Laura Boccanera in Il mistero dei Templari - National Treasure, The Following
- Francesca Fiorentini in Come farsi lasciare in 10 giorni, The Pacific
- Antonella Baldini in Vinyl (1x03), Paterno
- Rossella Acerbo in Quel mostro di suocera
- Laura Lenghi in Certamente, forse
- Gaia Bolognesi in House of Cards - Gli intrighi del potere
- Claudia Razzi in Vinyl
- Emanuela D'Amico in Prime